# Windows Hardware Error Architecture
Windows Hardware Error Architecture (аббр. WHEA, с англ. Архитектура аппаратных ошибок Windows) — это механизм обработки аппаратных ошибок, представленный с выпуском Windows Vista SP1 и Windows Server 2008.
Архитектура состоит из некоторого количества компонентов, которые взаимодействуют с оборудованием и прошивкой для обработки и передачи ошибок. В общем, эти компоненты предоставляют:
- Считывание и обнаружение аппаратных ошибок.
- Общий формат отчёта об ошибках.
- Запись ошибок в журнал.
- Событийную модель ошибок, основанную на службе трассировки Windows (англ. Event Tracing for Windows).[3]

WHEA использует PCI Express Advanced Reporting для предоставления более детальной информации о системных ошибках и общей структуры отчёта.
WHEA позволяет стороннему ПО взаимодействовать с операционной системой и реагировать на некоторые ошибки. Например, когда новый процессор добавлен во время работы компьютера, тогда Windows Server, благодаря поддержке Dynamic Hardware Partitioning, оповестит WHEA о том, что был установлен новый процессор.
Linux поддерживает ACPI Platform Error Interface (APEI), смежный по применению с WHEA, который был представлен в ACPI 5.0.